# 沃什霍什苏福卢
沃什霍什苏福卢，是匈牙利沃什州所辖的一个村，总面积13.92平方公里，总人口361，人口密度25.9人/平方公里（2010年1月1日）。